# MJF (プロレスラー)
MJF（1996年3月15日 - ）は、アメリカのプロレスラー。AEW所属。以前はCZWやMLWに所属し、CZW世界ヘビー級王座、CZWワイアードTV王座やMLW世界ミドル級王座、MLW世界タッグ王座を獲得した。
MJFというリングネームはマクスウェル・ジェイコブ・フリードマン（Maxwell Jacob Friedman）のイニシャルである。

## 得意技

### フィニッシュ・ホールド
ダブル・クロス
相手をリバースDDTの体勢から体を180゜錐揉み回転した勢いで相手をマットに叩きつけるリバース・スインギング・ネックブリーカー。コーディ・ローデスのクロスローズと同型。
ヒート・シーカー
エプロンにいる相手の頭部をセカンドロープ越しに自身の股下に挟み込み、トップロープを掴みつつ大きくジャンプしてそのままパイルドライバーの形で脳天からマットに突き刺す、ロープハング式変形パイルドライバー。技名は赤外線探知機の意味。
ファインスタイン・アームバースペシャル/フリードマン・アームバースペシャル
いわゆる脇固め/藤原アームバー。

### 投げ技
スープレックス
スーパーフレックス
DDT

### 打撃技
エルボー
バックエルボー
エルボー・スタンプ
バック・バンド・チョップ
チョップ・スマッシュ
金的蹴り
ロー・ブロー

## 獲得タイトル
- AAW
  - AAWヘリテージ王座（1回） [1]
- AEW
  - AEW世界王座 : 1回（第9代）

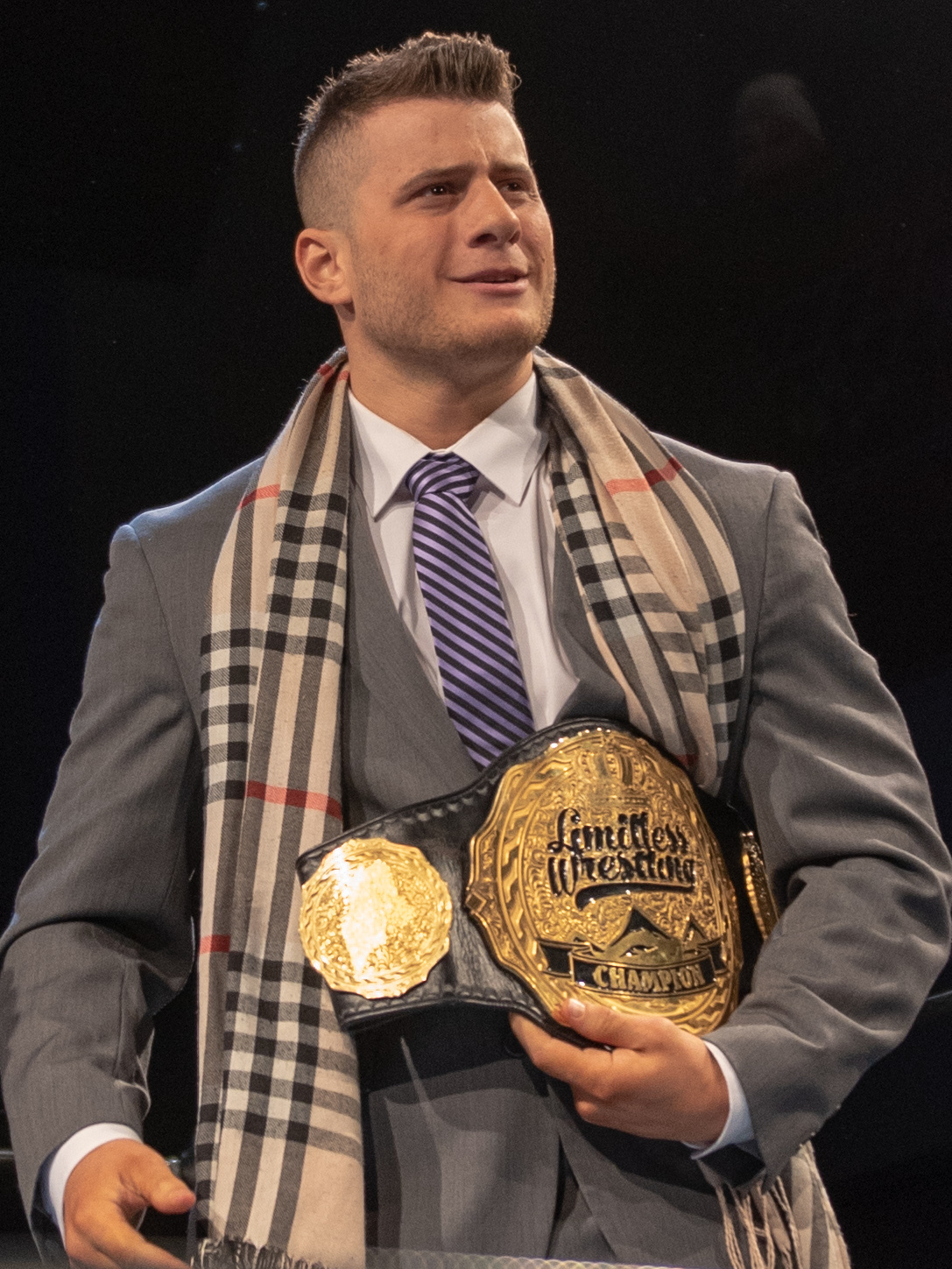
Limitlessレスリング世界王座2019

  - AEWインターナショナル王座 : 1回（第8代）
  - ダイナマイトダイヤモンドバトルロイヤル（2019、2020、2021） [2]
- Alpha-1
  - A1アウターリミット王座（1回） [3]
- CBSスポーツ
  - ルーキーオブザイヤー（2019） [4]
- CZW
  - CZWワイヤード王座（1回） [5]
  - CZW世界ヘビー級選手権（ 1回） [6]
- DDT
  - アイアンマンヘビーメタル級王座（1回） [7]
- インスパイアプロレス
  - インスパイアプロレスピュアプレステージ王座（1回） [8]
- Limitlessレスリング
  - Limitlessレスリング世界選手権（1回） [9]
- MLW
  - MLW世界ミドル級王座（1回） [10]
  - MLW世界タッグ王座（1回）–リチャードホリデイ[11]
- メリーランドチャンピオンシップレスリング
  - MCWレイジテレビ選手権（1回） [12]
- プロレスリング・イラストレーテッド
  - 2020年のPWI500のトップ500シングルレスラーの22位にランクイン[13]
- ロックスタープロレスリング
  - アメリカルチャコア選手権（1回） [14]
  - ロックスタープロトリオスチャンピオンシップ（1回）–エースロメロとクレイトンジャクソン[15]
- レスリングオブザーバーニュースレター
  - Most Charismatic（2020） [16]
- Xciteレスリング
  - Xcite国際選手権（1回） [17]
- その他の賞
  - ベストパフォーマンス（2020）–クリス・ジェリコとの「Me and My Shadow」の演出に対して（ニューヨークタイムズのウェスリー・モリスによって授与された） [18]